# Свято-Троїцький собор (Івано-Франківськ)
Свято-Троїцький кафедральний собор — духовна окраса міста Івано-Франківська. Окрім цього – це головний собор Івано-Франківсько-Галицької єпархії Православної Церкви України, у якому регулярно звершуються Богослужіння та кожен із священнослужителів старається докласти максимум зусиль, щоб люди, які приходять до собору, отримували особливу Божу благодать, спокій на серці та спасіння душі. 

## Історія
Самій споруді собору вже минає 130 років, тому вона потребує особливого догляду та реставрації, адже ця памʼятка архітектури побудована ще у 1893 році. 
Собор кораблеподібний, цегляний, однокупольний. За радянської влади використовувався як державний архів.
Іконостас двоярусний, різьблений, золочений (майстер Ярослав Шийка). Настінний розпис виконав художник Василь Чопик з бригадою помічників.
У 1998 році за клопотанням єпископа Івано-Франківського і Галицького Іоасафа (Василиківа) рішенням голови Івано-Франківської облдержадміністрації Михайла Вишиванюка собор передано Івано-Франківській єпархії Української Православної Церкви Київського Патріархату.
З благословення Високопреосвященнішого владики Іоасафа, митрополита Івано-Франківського і Галицького, стараннями настоятеля собору протоієрея Івана Телятинського, у соборі проведено:
— відкриття соборної пекарні та її оновлення;
— ремонтно-реставраційні роботи;
— зовнішню реставрацію собору;
— заміну конструкції та перекриття даху;
— встановлення двох оновлених обеліски;
— реставрацію головного купола собору;
— встановлення головного центрального хреста;
— гідроізоляцію фундаментних мурів;
— реставраційно-ремонтні роботи фасаду;
— встановлення відмостки навколо собору;
— обкладення гранітними плитами цоколь;
— реставрацію сходів;
— внутрішню реставрацію притвору;
— встановлення нового кованого козирка (навіса) при вході;
— реконструкцію вхідних і бокових зовнішніх дверей;
— заміну та модернізацію опалення собору;
— оновлення іконної лавки;
— заміну панікадил і світильників;
— встановлення ікон і кивотів;
— встановлення підсвітки собору;
— благоустрій та облагородження території навколо собору;
— спорудження пам’ятного Хреста на честь 25-ти ліття відкриття собору.

## Клір собору

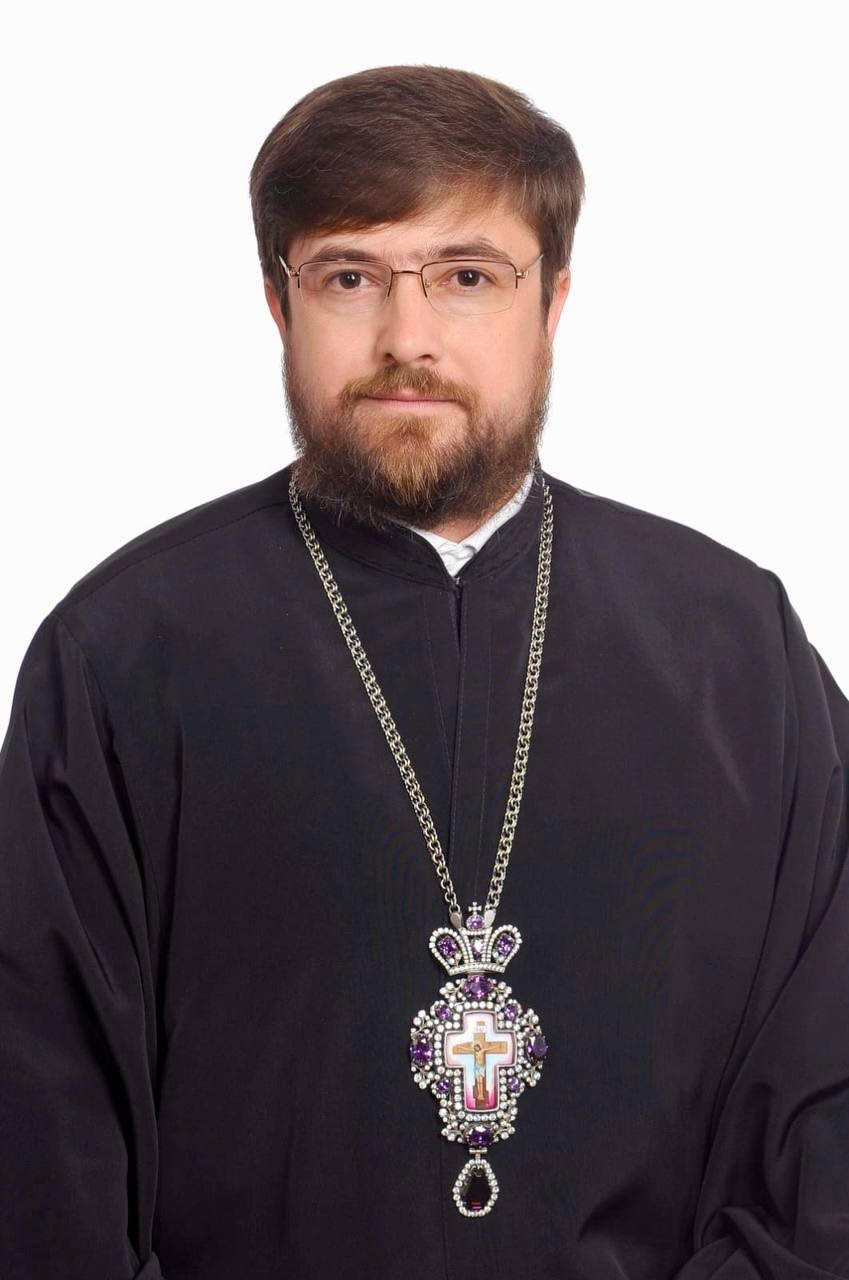
НАСТОЯТЕЛЬ ПРОТОІЄРЕЙ ІВАН МИХАЙЛОВИЧ ТЕЛЯТИНСЬКИЙ

Народився 23 жовтня 1980 року в селі Буховичі Мостиського району Львівської області в селянській сім’ї.
Освіта: Пнікутська середня загальноосвітня школа І і II ступенів Мостиського району Львівської області (1996); Середня школа села Крукеничі Мостиського району Львівської області (1998); Івано-Франківська духовна семінарія (2002); Прикарпатський національний університет ім. Василя Стефаника (2005 – бакалавр філософії (релігієзнавство), 2006 – магістр релігієзнавства); Івано-Франківський богословський інститут (2007 – магістр богослов’я); Аспірантура Прикарпатського національного університету ім. Василя Стефаника (2010); Аспірантура Львівської православної богословської академії (2011).
З серпня 2002 року - викладач Івано-Франківського богословського інституту, а з вересня 2007 року призначений проректором Івано-Франківського богословського інституту.
7 жовтня 2006 року архиєпископом Івано-Франківським і Галицьким Іоасафом (Василиківим) висвячений у сан диякона, а 9 жовтня 2006 року – у сан священника та призначений штатним священником Свято-Троїцького кафедрального собору міста Івано-Франківська.
У грудні 2012 року призначений благочинним собору, а з 2014 року – настоятелем.
З 2004 по 2014 рік - головний редактор офіційного веб-сайту Івано-Франківської єпархії “Православ’я на Прикарпатті”.
10 червня 2011 року успішно захистив кандидатську дисертацію на тему “Тріадологічна система догматичних поглядів святителя Григорія Богослова”, Вченою радою Львівської православної богословської академії присвоєно наукову ступінь кандидата богословських наук.
Рішенням вченої ради Ужгородської української богословської академії імені святих Кирила і Мефодія від 17 грудня 2012 року присвоєно вчене звання доцента, а від 15 лютого 2018 року – професора кафедри богослов’я, філософії та гуманітарних наук. Також - професор Карпатського університету ім. Августина Волошина.
Наказом МОН від 19 січня 2022 року отримав Свідоцтво про державне визнання документа про науковий ступінь.
Остання нагорода – митра (2011).
Інші нагороди: медаль 2000-ліття Різдва Христового (2000); орден святого архістратига Михаїла (2006); орден святого Миколая Чудотворця (2017); медаль святого рівноапостольного князя Володимира (2017); ювілейний орден І ступеня з нагоди 30-ліття відродження УАПЦ (2019); орден святителя і чудотворця Миколая (2020); іменний Хрест Предстоятеля Православної Церкви України (2020, 2022); орден святого архістратига Михаїла II ступеня (2022); орден святого рівноапостольного князя Володимира III ступеня (2025); благословенні грамоти Предстоятеля та благословенні архиєрейські грамоти; почесні грамоти Прикарпатського національного університету імені Василя Стефаника; грамоти виконавчого комітету Івано-Франківської міської ради та подяки міського голови.

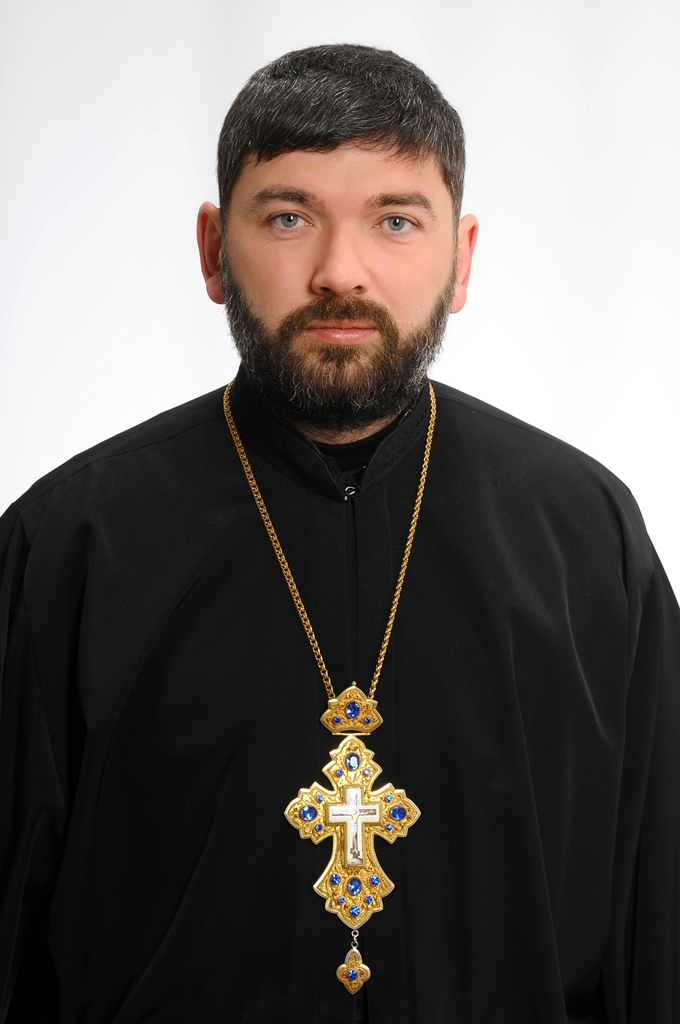
ПРОТОІЄРЕЙ ТАРАС ВАСИЛЬОВИЧ ДМИТРУК

Народився 9 серпня 1981 року в селі Саджава Богородчанського району Івано-Франківської області.
Висвячений у сан священика 18 квітня 2004 року архиєпископом Івано-Франківським і Галицьким Іоасафом (Василиківим) та 9 липня призначений священиком Свято-Троїцького кафедрального собору міста Івано-Франківська.
З 2014 по 2016 рік - викладач Івано-Франківського богословського інституту.
Освіта: Івано-Франківська духовна семінарія (2000); Івано-Франківський богословський інститут (2012 – магістр богослов’я).
Остання нагорода: митра (2012).
Інші нагороди: медаль преподобних Іова і Феодосія Манявських.

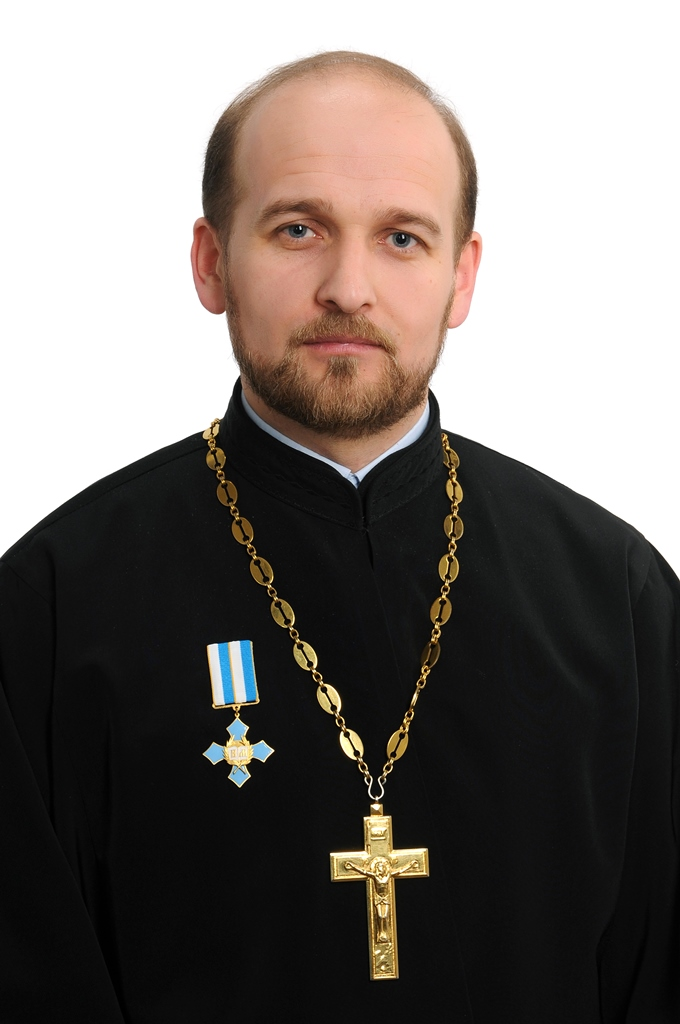
ПРОТОІЄРЕЙ ВАСИЛІЙ ВАСИЛЬОВИЧ ГНИП

Народився 28 серпня 1978 року в селі Ратищі Зборівського району Тернопільської області.
З 2005 – псаломщик Свято-Троїцького кафедрального собору міста Івано-Франківська.
Висвячений у сан диякона 2 травня 2010 року архиєпископом Івано-Франківським і Галицьким Іоасафом (Василиківим) та призначений штатним дияконом-псаломщиком Свято-Троїцького кафедрального собору міста Івано-Франківська.
Висвячений у сан священика 19 грудня 2012 року митрополитом Івано-Франківським і Галицьким Іоасафом (Василиківим) та призначений священиком Свято-Троїцького кафедрального собору міста Івано-Франківська.
З 2012 року – викладач Івано-Франківського богословського інституту.
З 16 лютого 2021 року – митрополитом Івано-Франківським і Галицьким Іоасафом (Василиківим) призначений бухгалтером Івано-Франківсько-Галицького єпархіального Управління Української Православної Церкви Православної Церкви України.
Освіта: Ратищівська ЗОШ І-ІІ ступенів (1993); Золочівський сільсько-господарський технікум (1997); Івано-Франківська духовна семінарія (2001); Прикарпатський національний університет ім. В. Стефаника (2006 – повна вищу освіту за спеціальністю “релігієзнавство”); Івано-Франківський богословський інститут (2012 – магістр богослов’я).
Остання нагорода: митра (2018).
Інші нагороди: медаль святих рівноапостольних Кирила і Мефодія, медаль Пресвятої Богородиці (2023), благословенні грамоти.

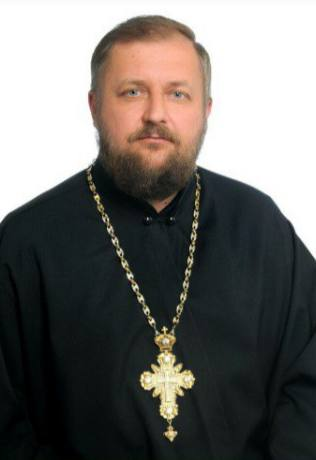
ПРОТОІЄРЕЙ ПЕТРО ВАСИЛЬОВИЧ ГАВА

Народився 1 березня 1978 року в селі Копачинці Городенківського району Івано-Франківської області.
Висвячений у сан диякона в липні 2001 року митрополитом Івано-Франківським і Галицьким Іоасафом (Василиківим), а вже у листопаді 2001 року – у сан священика єпископом Вінницьким і Брацлавським Геронтієм та призначений настоятелем храму святого апостола Іоана Богослова села Зозів Липовецького району Вінницької області.
8 травня 2007 року зачислений у клір Івано-Франківської єпархії та призначений другим священиком храму святих рівноапостольних Констянтина і Єлени міста Івано-Франківськ, а з 31 грудня 2007 року – ключар храму.
Освіта: Копачинська загальноосвітня школа І-ІІ ступені Городенківського району Івано-Франківської області (1993), Івано-Франківська духовна семінарія (2002).
Остання нагорода: медаль преподобних Іова і Феодосія Манявських (2023).
Інші нагороди: медаль святого рівноапостольного князя Володимира (2017), митра (2019).

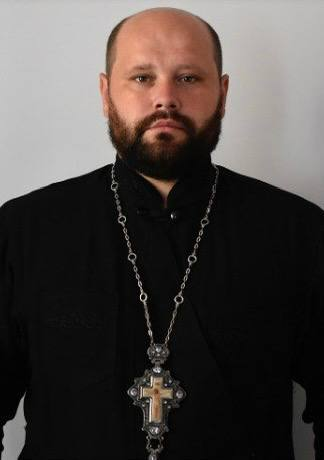
ПРОТОІЄРЕЙ РОМАН МИКОЛАЙОВИЧ ВАСИЛИКІВ

Народився 20 жовтня 1989 року в місті Дрогобич Львівської області.
Висвячений у сан диякона 26 січня 2020 року, а 9 лютого 2020 року – у сан священика митрополитом Івано-Франківським і Галицьким Іоасафом (Василиківим) та призначений священиком Свято-Троїцького кафедрального собору міста Івано-Франківська.
Освіта: Дрогобицький педагогічний університет ім. І. Франка (2010 – бакалавр), Дрогобицький педагогічний університет ім. І. Франка (2011 – спеціаліст), Івано-Франківський богословський інститут (2016 – бакалавр богослов’я, 2019 – магістр богослов’я).
Остання нагорода: митра (2024).

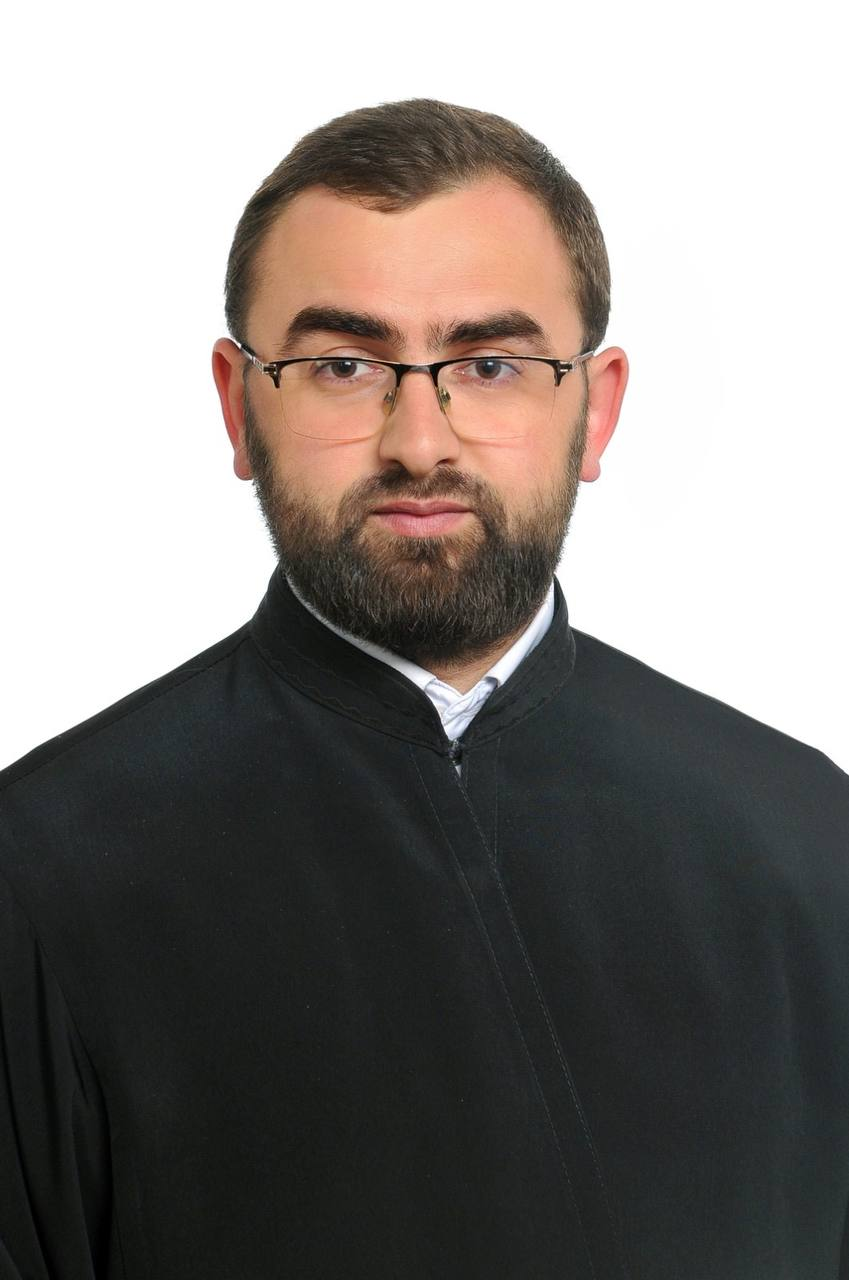
ПРОТОДИЯКОН ПЕТРО ГРИГОРОВИЧ СТЕЦЮК

Народився 5 березня 1990 року в селі Копачинці Городенківського району Івано-Франківської області.
Висвячений у сан диякона 15 липня 2012 року митрополитом Івано-Франківським і Галицьким Іоасафом (Василиківим) та призначений штатним дияконом Свято-Троїцького кафедрального собору міста Івано-Франківська.
Освіта: Богословське відділення КДА при ФТФ Чернівецького національного університету ім. Ю. Федьковича (2012 – магістр богослов’я, а також отримав повну вищу освіту за спеціальністю «Релігієзнавство»).
Остання нагорода: камилавка (2013).
Інші нагороди: орден святителя і чудотворця Миколая (2025).

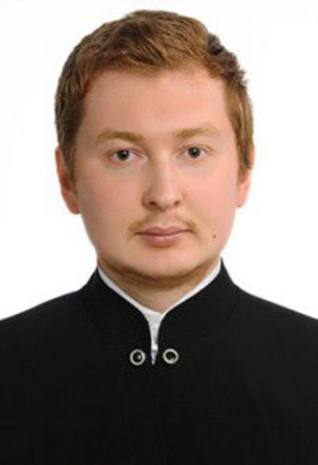
ПРОТОДИЯКОН-ПСАЛОМЩИК МИКОЛА ІВАНОВИЧ ПОВХ

Народився 16 травня 1989 року в селі Надіїв Долинського району в сім’ї священика.
Висвячений у сан диякона 27 вересня 2013 року митрополитом Івано-Франківським і Галицьким Іоасафом (Василиківим) та згодом призначений у штат Свято-Троїцького кафедрального собору м. Івано-Франківська.
З 2011 по 2013 рік працював у Чернівецькій обласній філармонії.
З 2015 по 2023 рік працював в Івано-Франківському фаховому музичному коледжі ім. Дениса Січинського.
З 2016 року працює в Івано-Франківському національному медичному університеті та бере активну участь у різних муніципальних колективах, які представляють хорове мистецтво в Україні та поза її межами, а також у патріотичних заходах і телепроектах.
Освіта: Малотур’янська ЗОШ І-ІІІ ст. Долинської міської ради (2005), Івано-Франківське музичне училище ім. Д. Січинського за спеціальністю “Музичне мистецтво” – повна середня освіта (2009 – диригент хору, викладач, учитель музики, з відзнакою та золотою медаллю), Богословське відділення КПБА при ФТФ Чернівецького національного університету ім. Ю. Федьковича (2013 – бакалавр богослов’я, 2014 – повна вища освіта за спеціальністю “Релігієзнавство”),  Івано-Франківський богословський інститут (2015 – магістр богослов’я, з відзнакою), Прикарпатський національний університет ім. В. Стефаника (2018 – магістр історії та археології).
Остання нагорода: камилавка (2018).

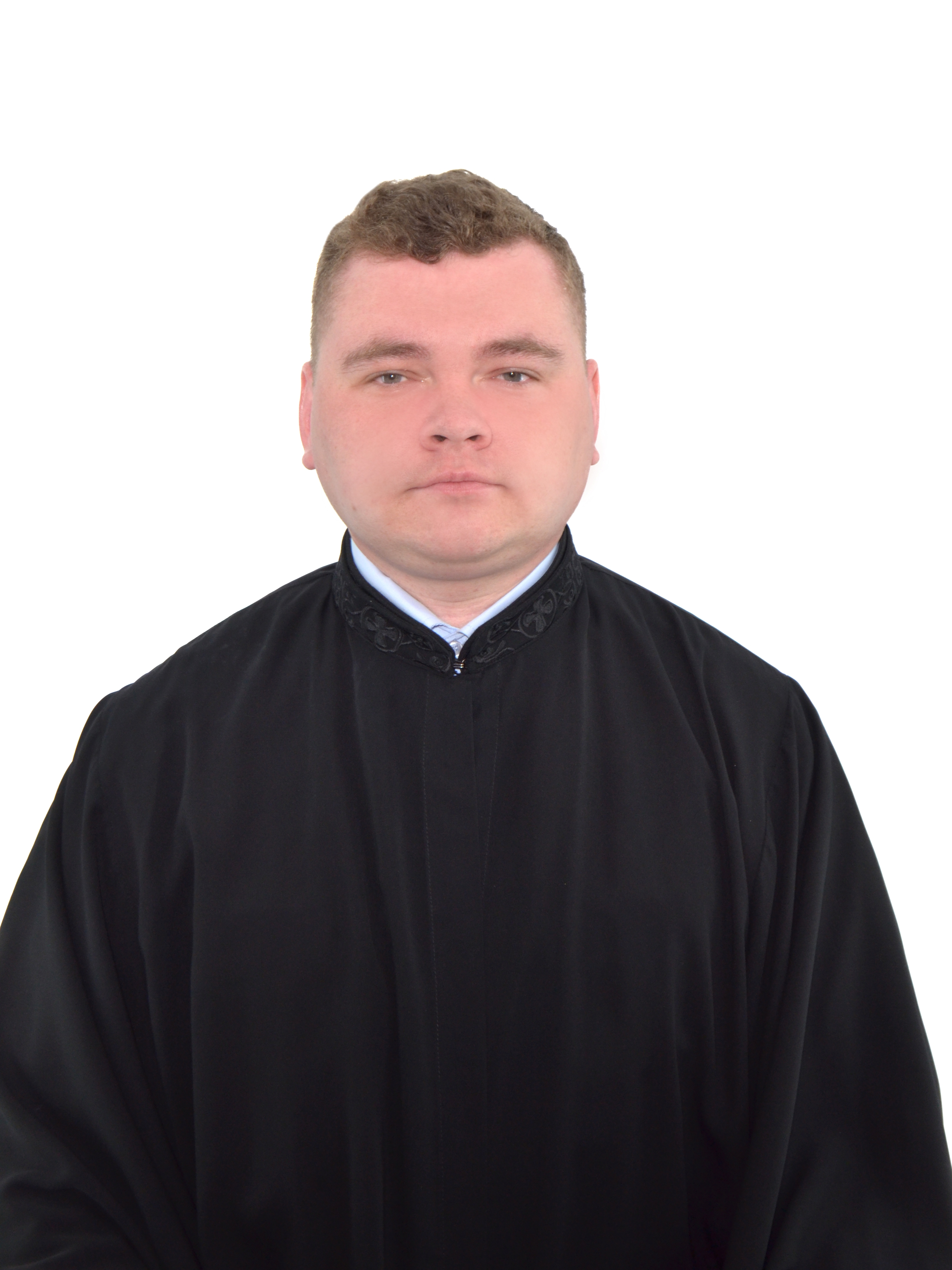
ДЯК-ПСАЛОМЩИК ОЛЕГ ІГОРОВИЧ ЛУЦАН

Народився 12 березня 1997 року в селі Новиця Калуського району Івано-Франківської області.
У 2011-2015 рр. виконував дяківський послух при кліросі Спасо-Преображенського храму с. Нови‌ця.
У 2015-2019 рр. штатний хорист Трьохсвятительського університетського храму м. Чернівці, з 2018 р. – керівник хору.
У 2018-2019 рр. – Голова студентського товариства “Academia Orthodoxa”.
З вересня 2019 року з благословення Митрополита Івано-Франківського і Галицького Іоасафа призначений штатним дяком Свято-Троїцького кафедрального собору м. Івано-Франківська.
Освіта: Новицький навчально-виховний комплекс (2012 – базова середня освіта); ДВНЗ «Калуський політехнічний коледж» (2014 – повна загальна середня освіта; 2015 – молодший спеціаліст з бухгалтерського обліку); Чернівецький національний університет ім. Ю. Федьковича (2017 – бакалавр обліку і аудиту; 2018 – магістр релігієзнавства; 2019 – бакалавр філософії); Богословське відділення КПБА при ФТФ ЧНУ ім. Ю. Федьковича (2019 – бакалавр богослов’я); Івано-Франківський богословський інститут ім. прп. Феодосія Манявського (2021 – магістр богослов’я).
Остання нагорода: Благословенна грамота Предстоятеля (2023).
Інші нагороди: Благословенні грамоти Предстоятеля (2017, 2019): Грамота Департаменту освіти і науки Чернівецької облдержадміністрації (2019): Благословенна архієрейська грамота (2020).

## Світлини

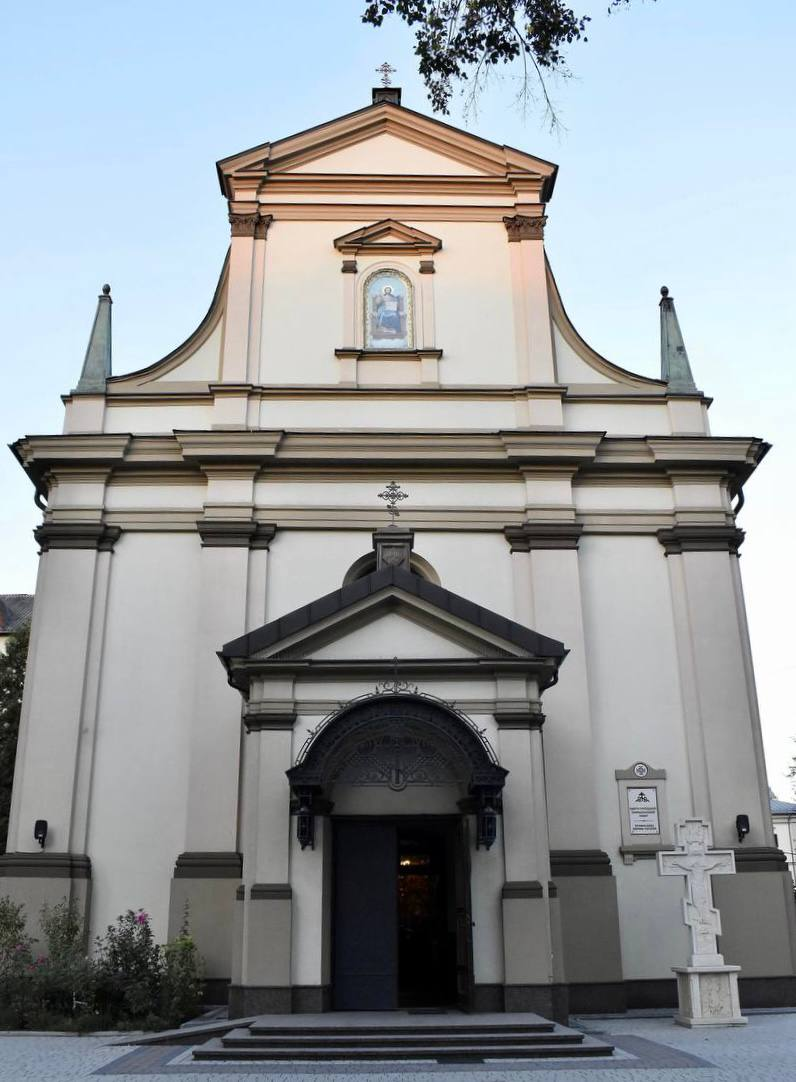
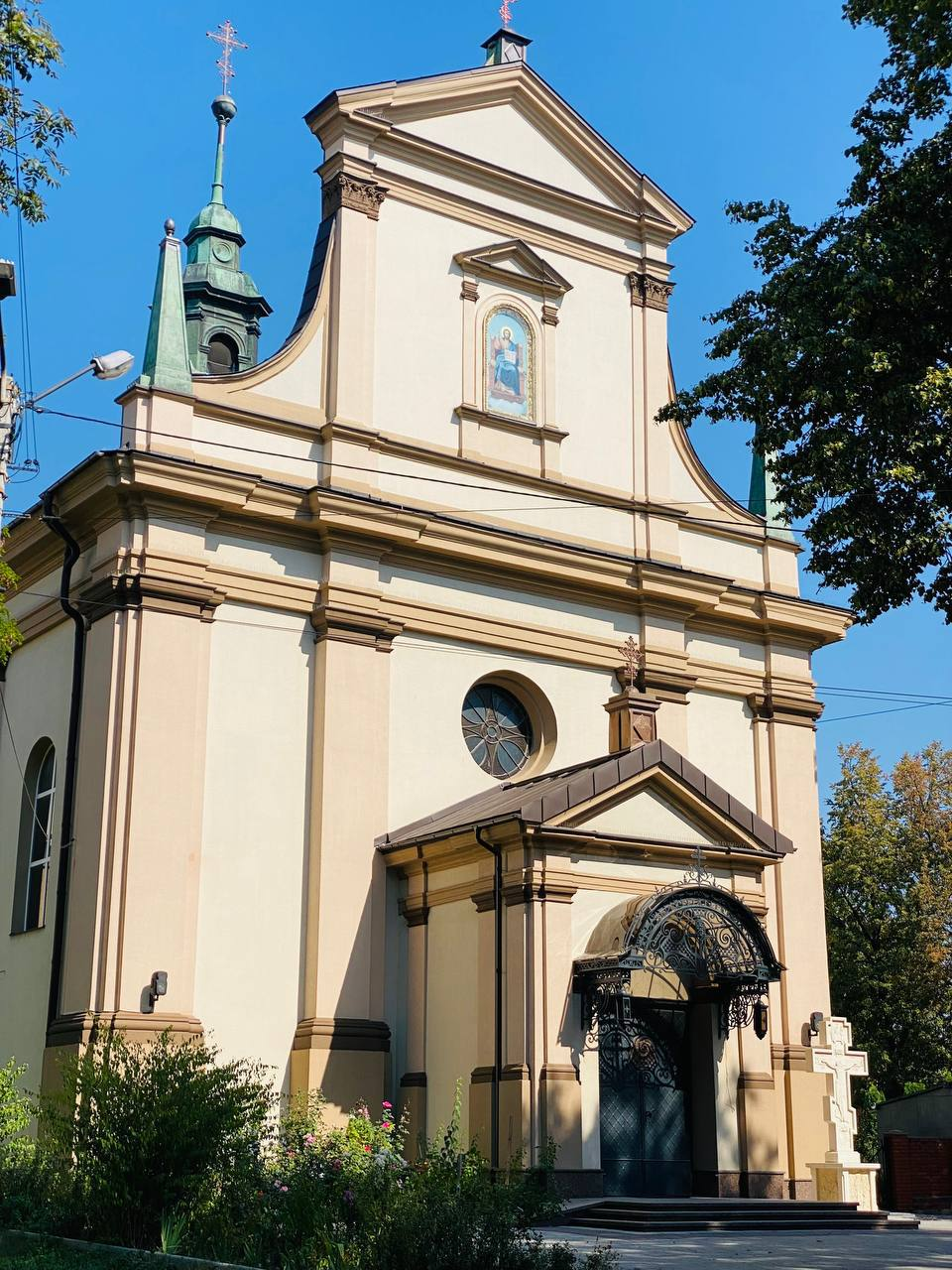
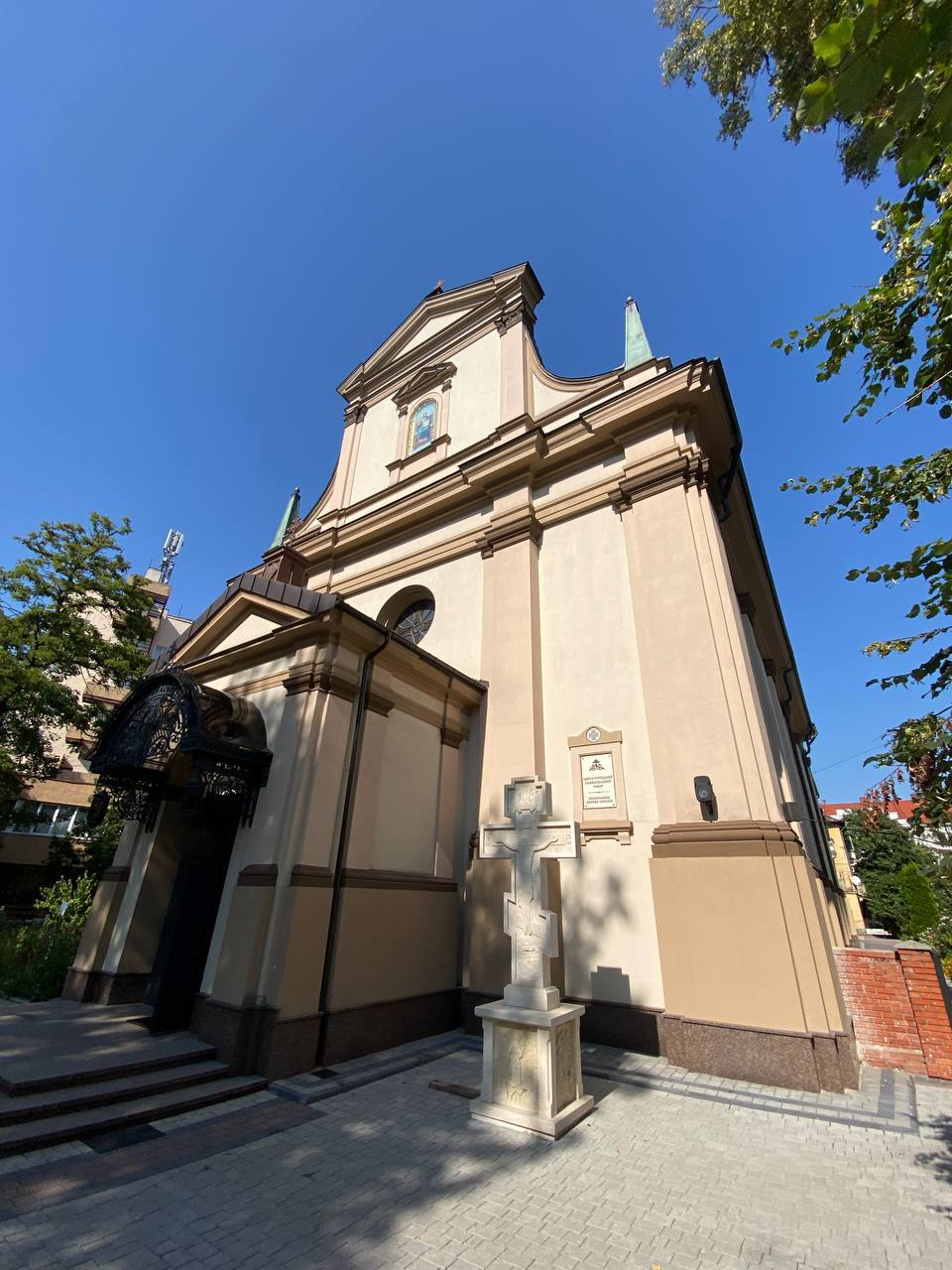
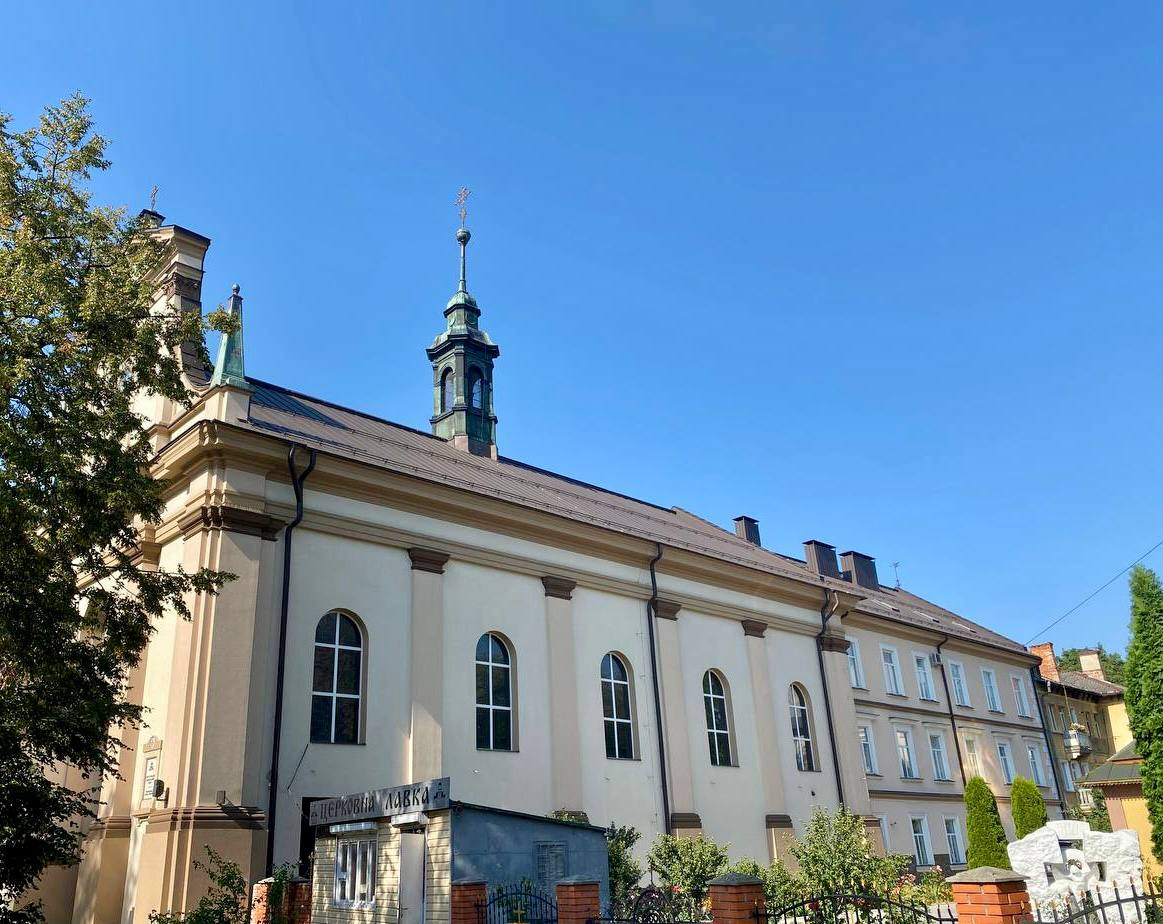
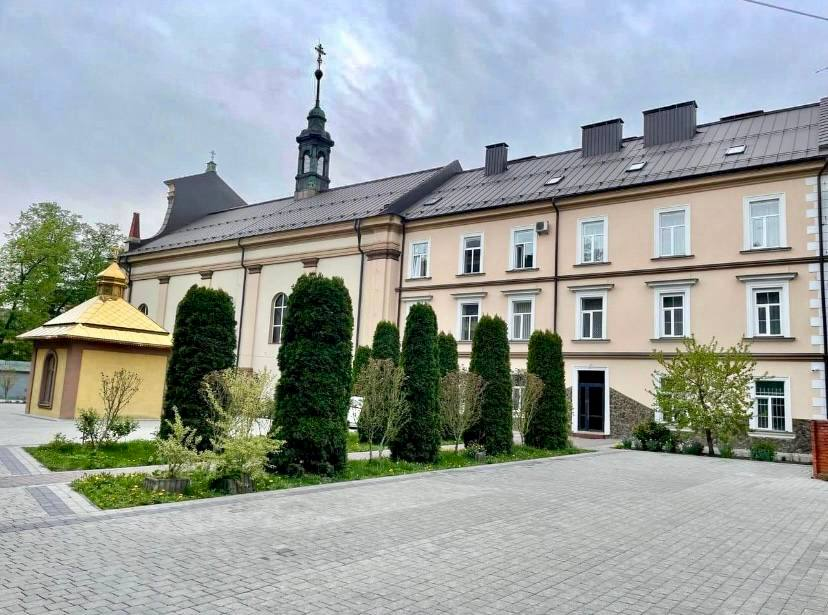
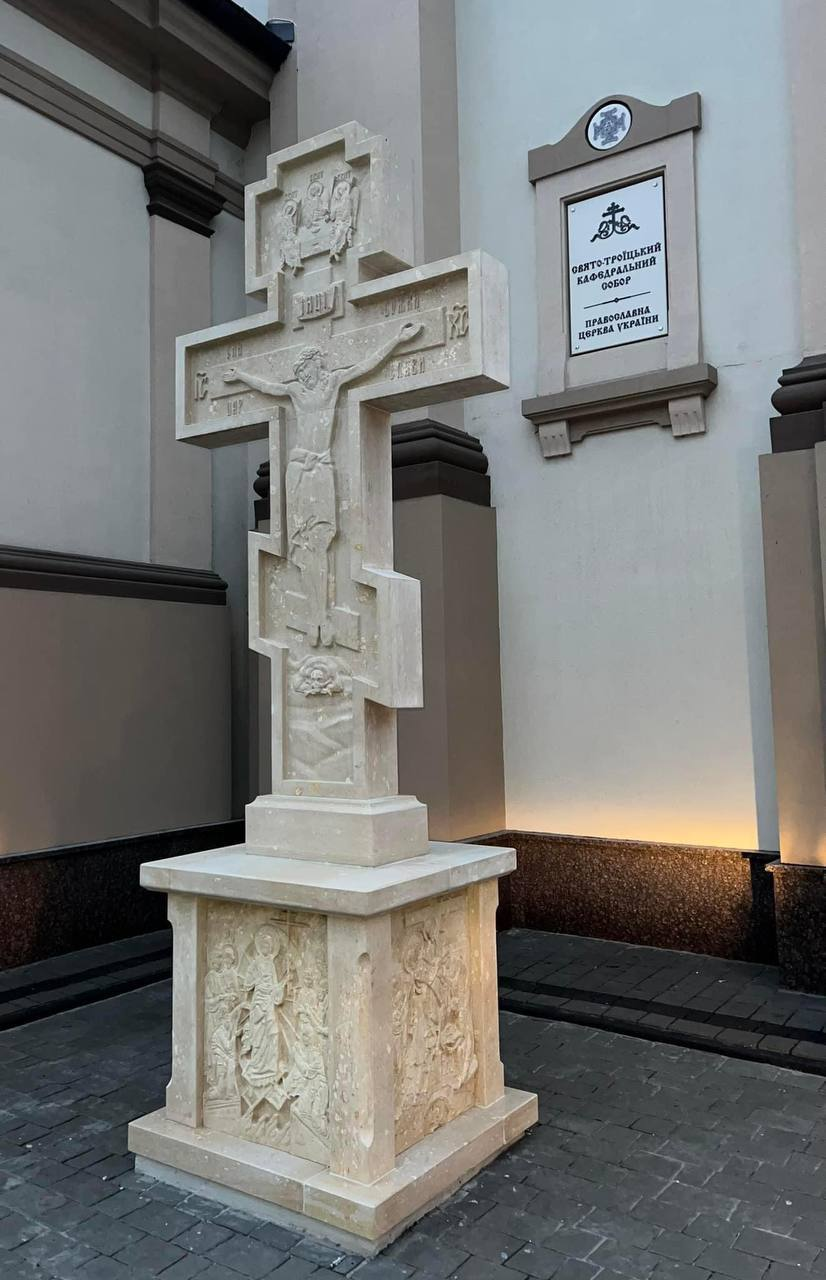
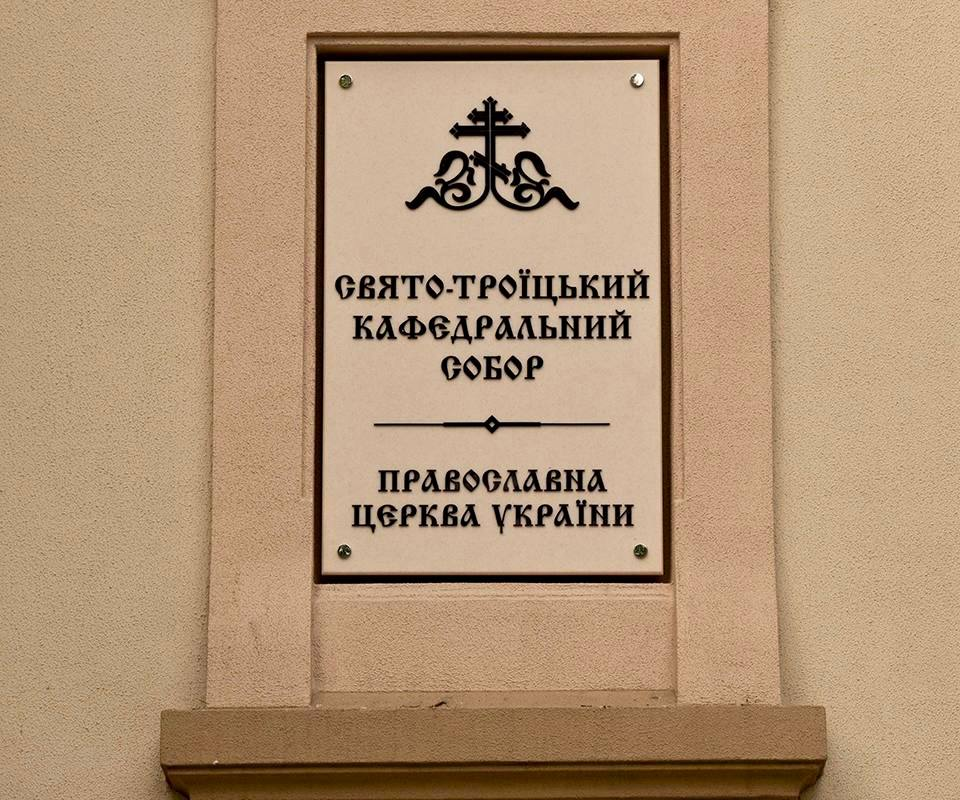
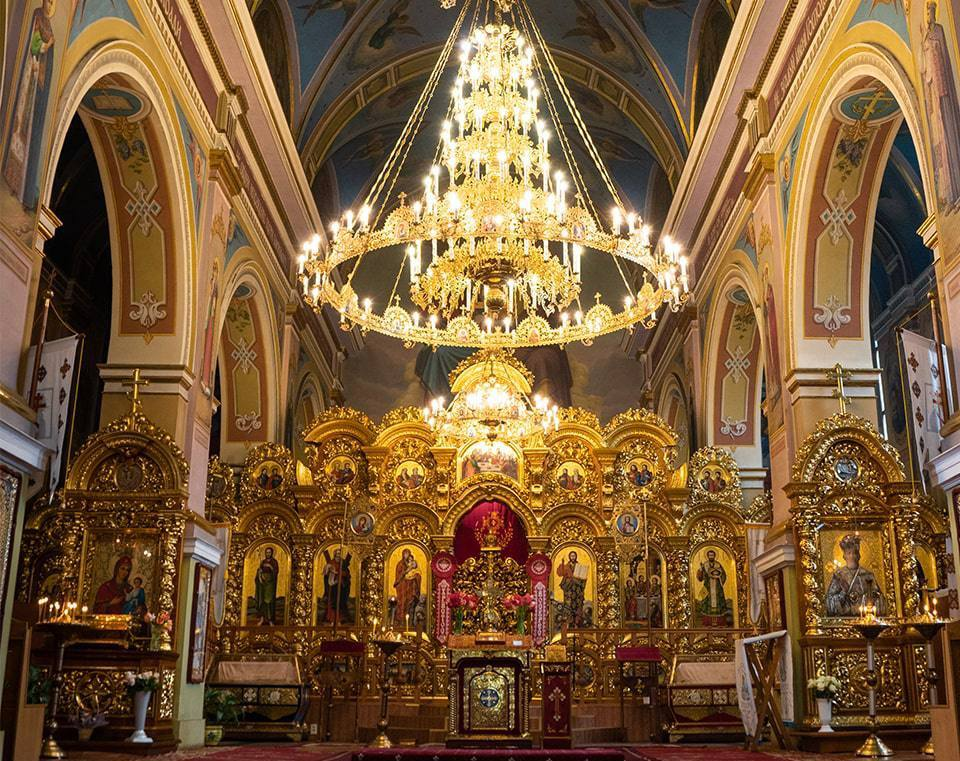
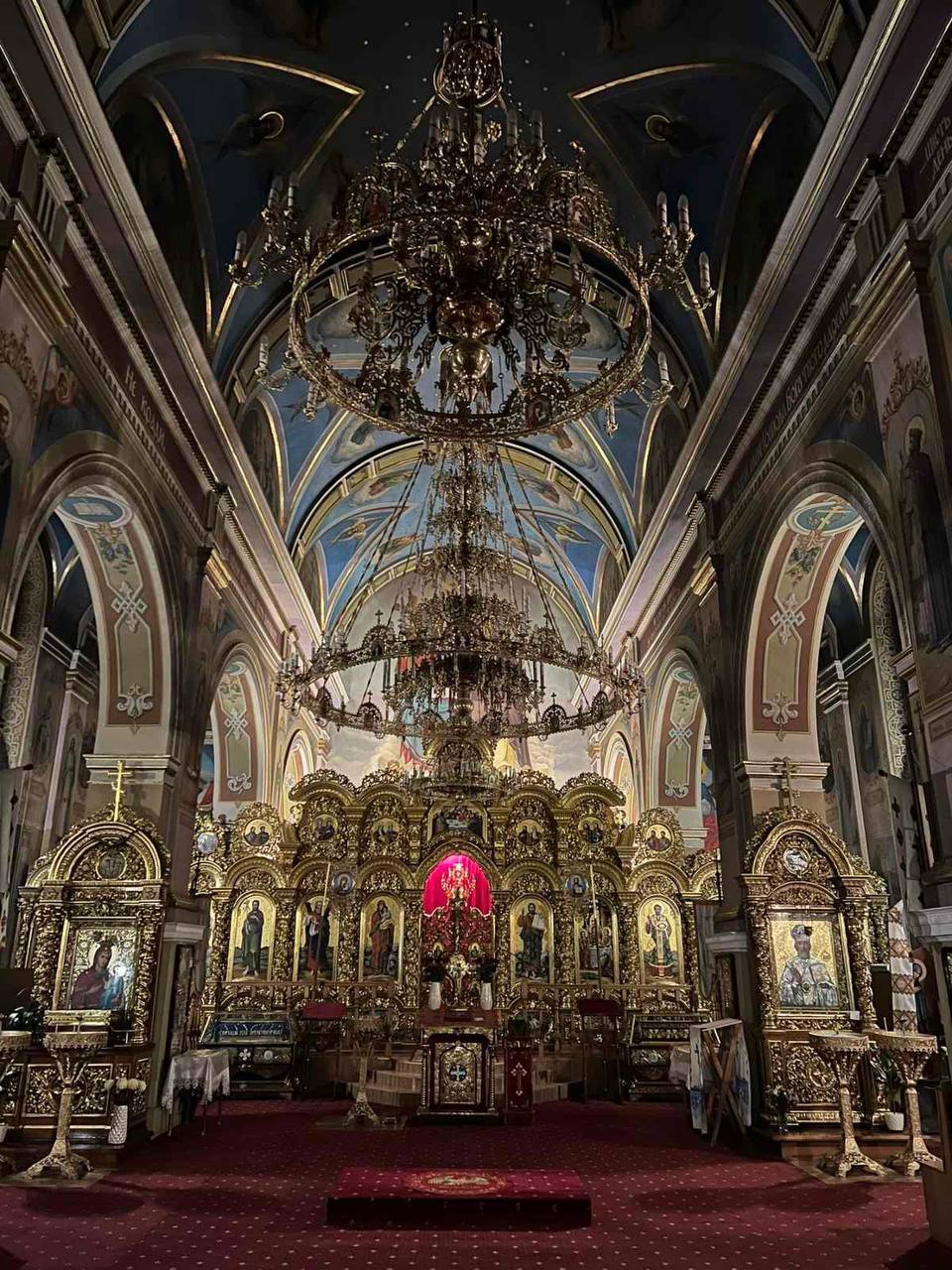
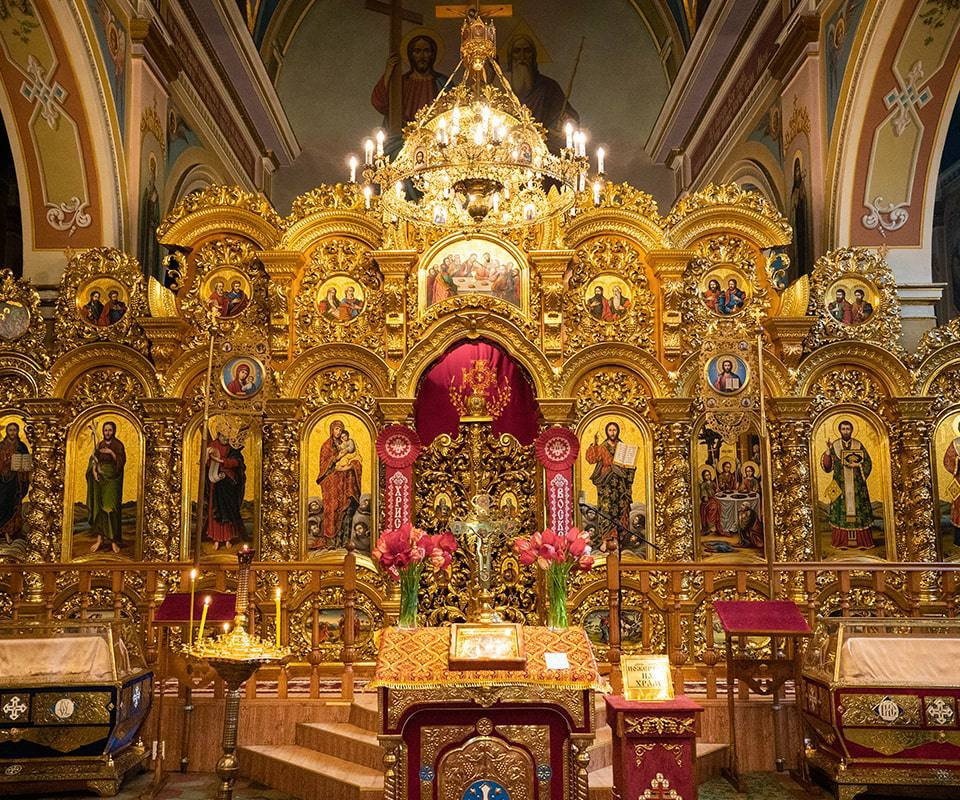
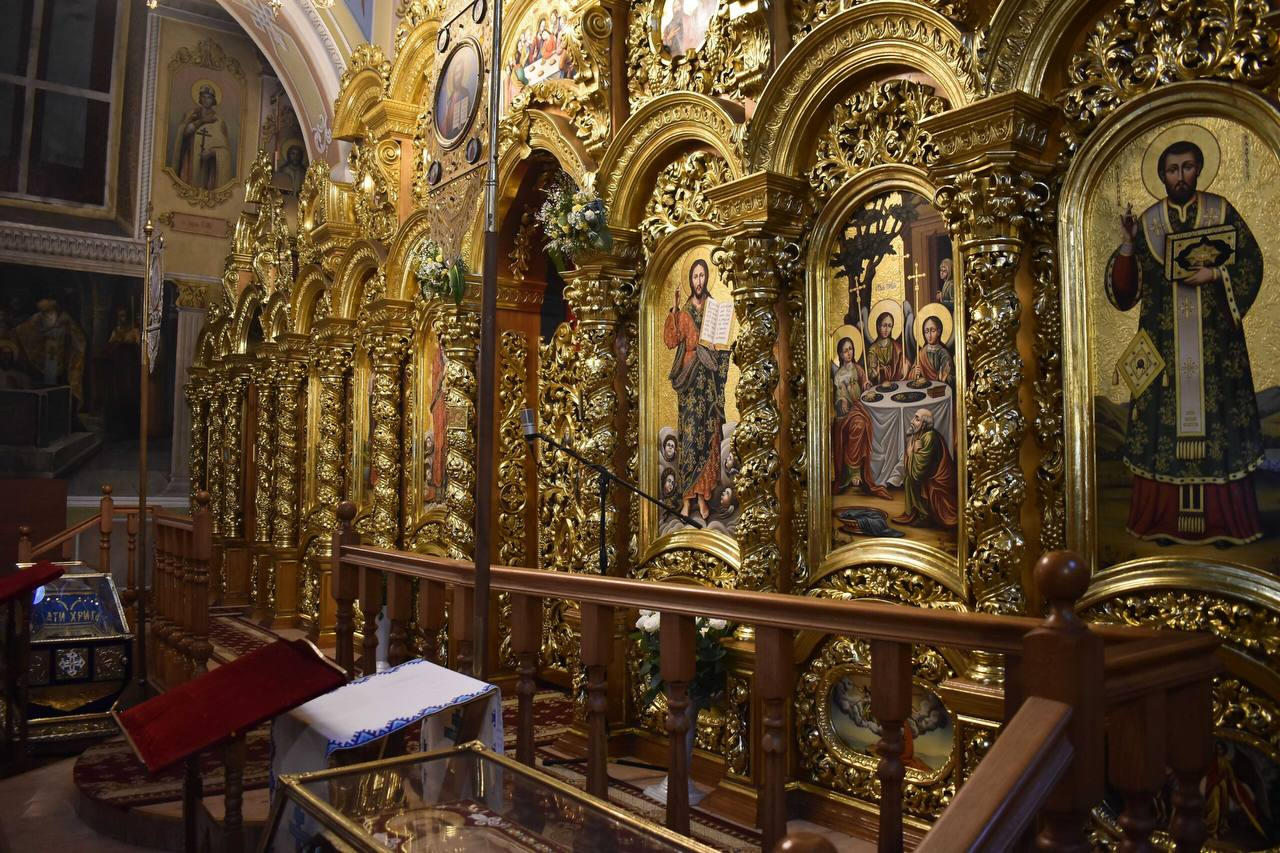
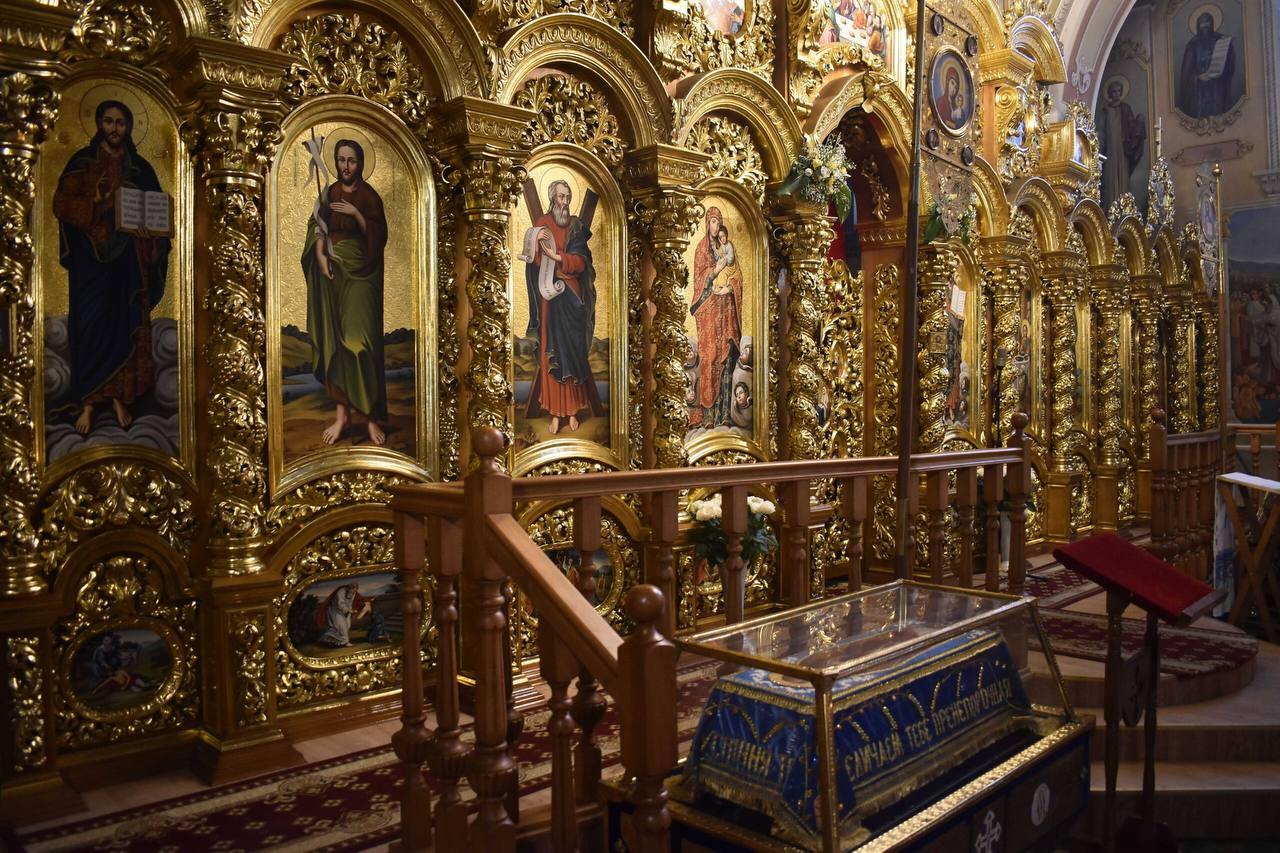
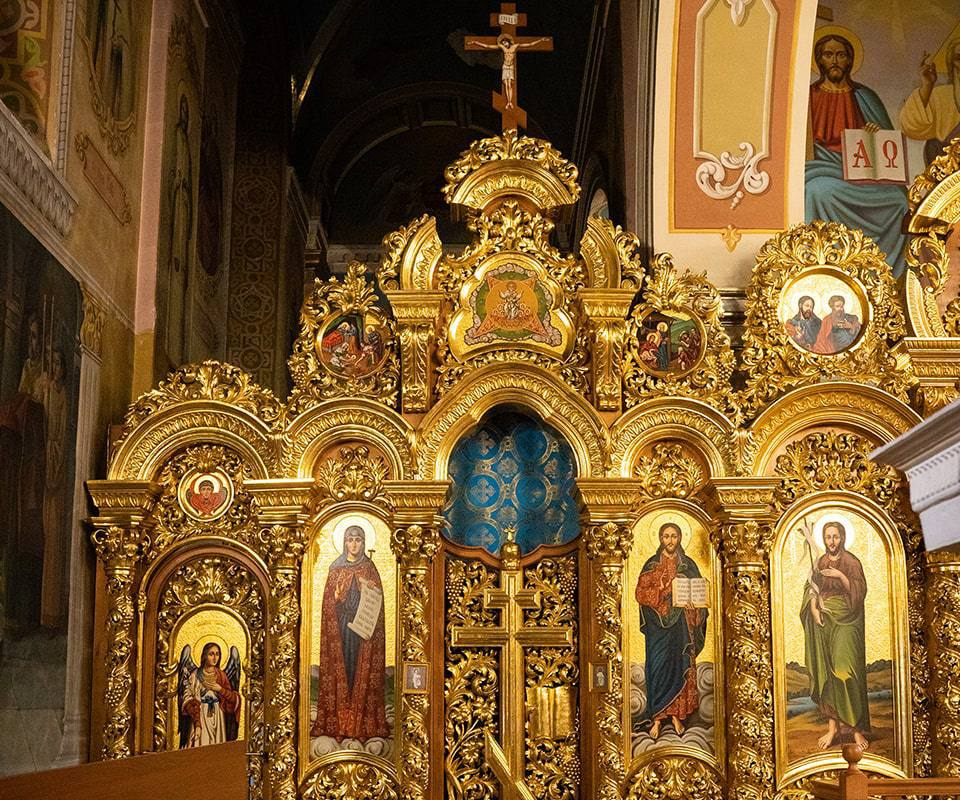
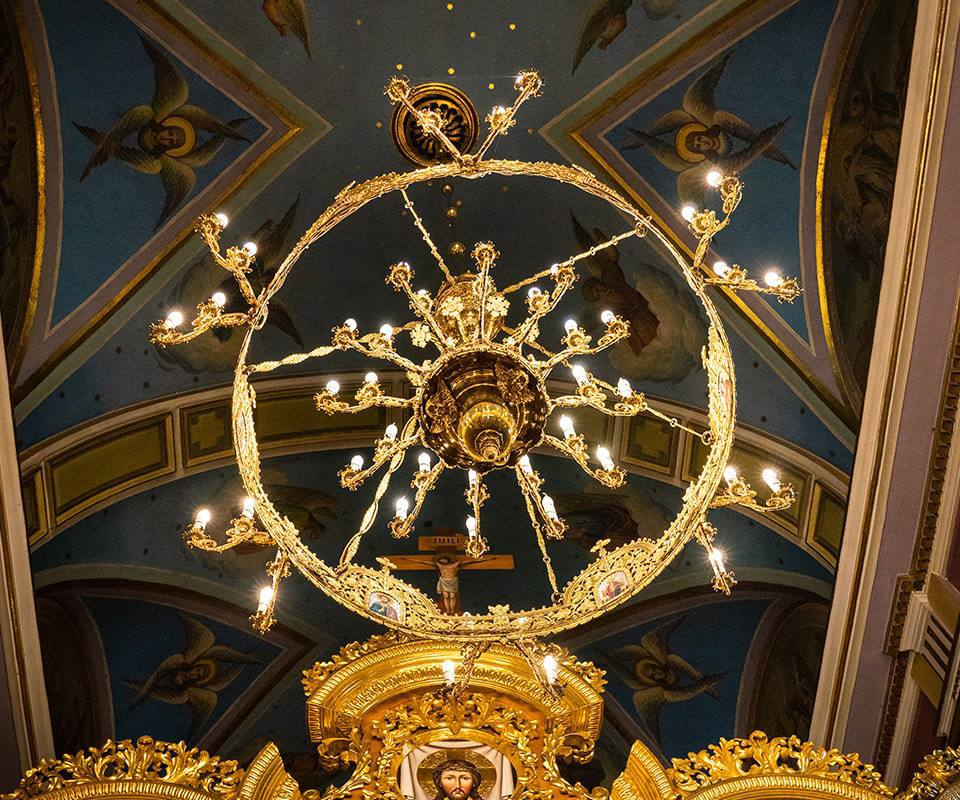
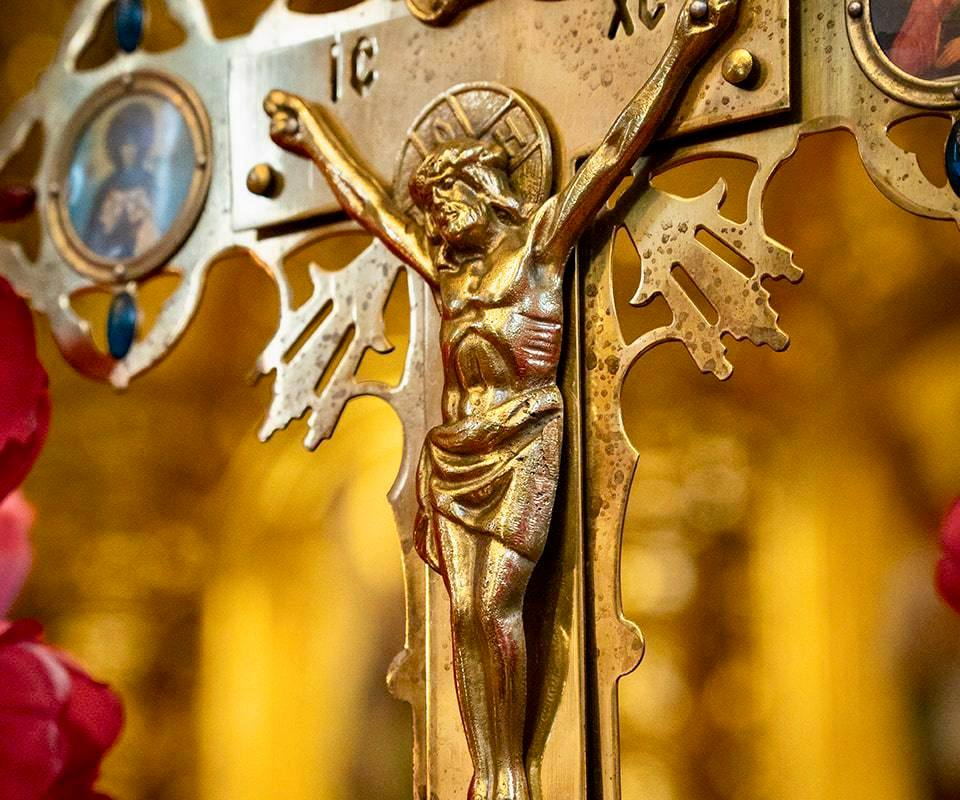
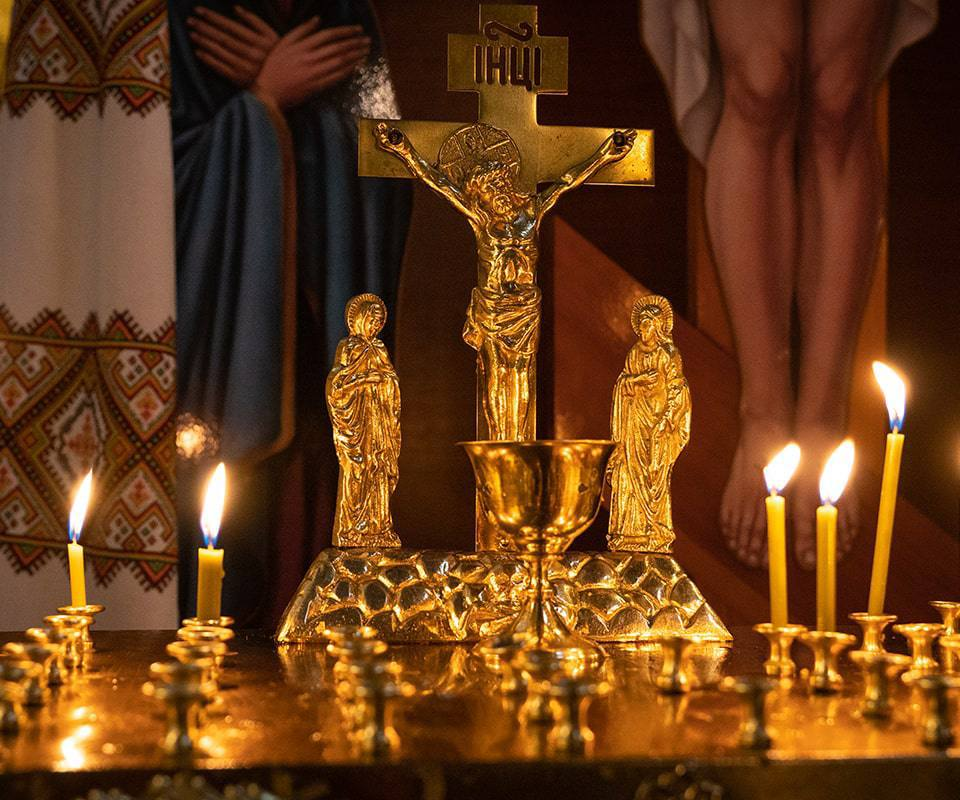
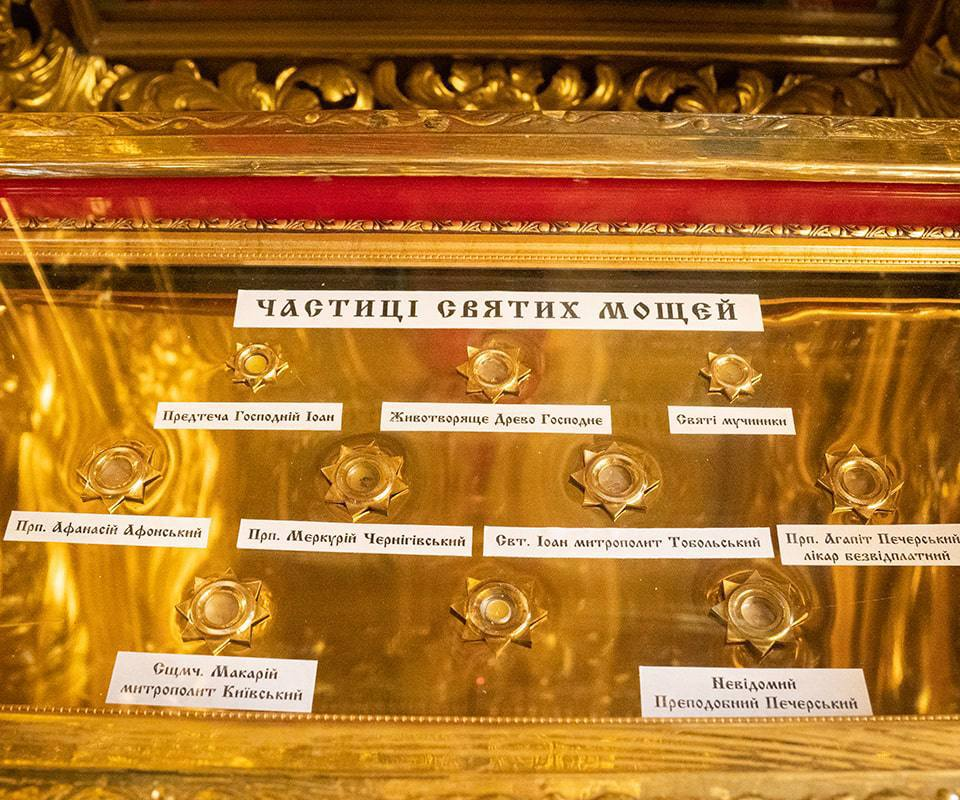
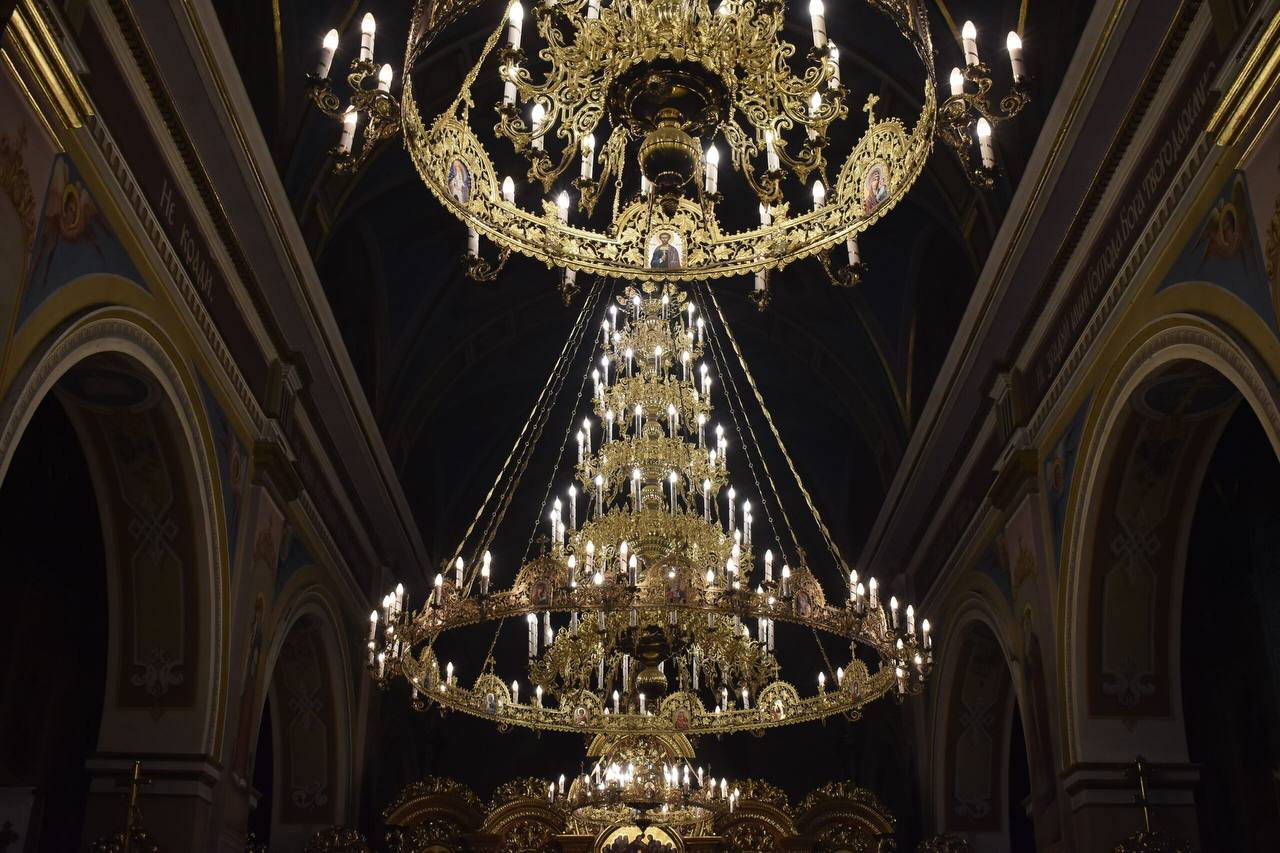
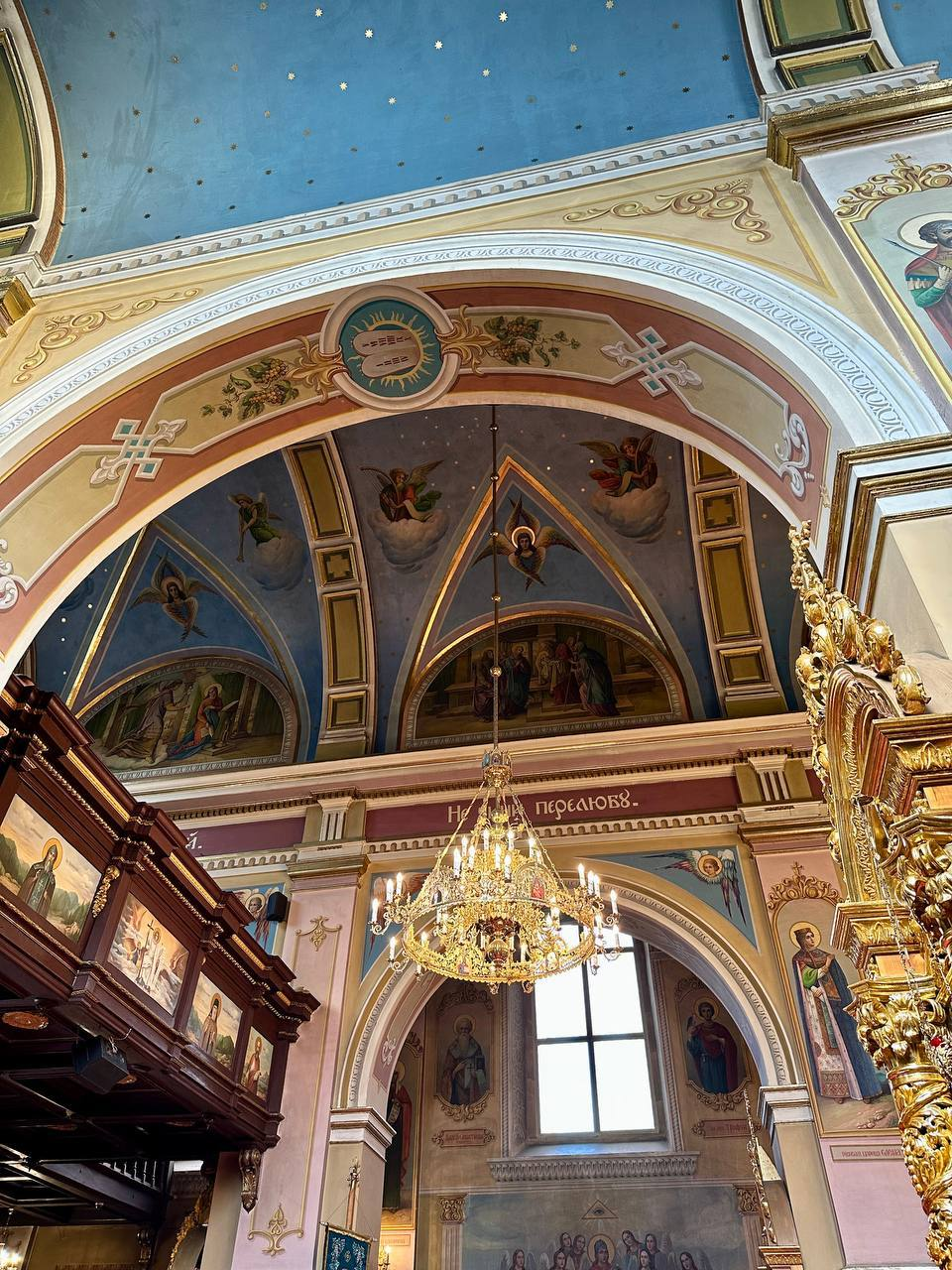
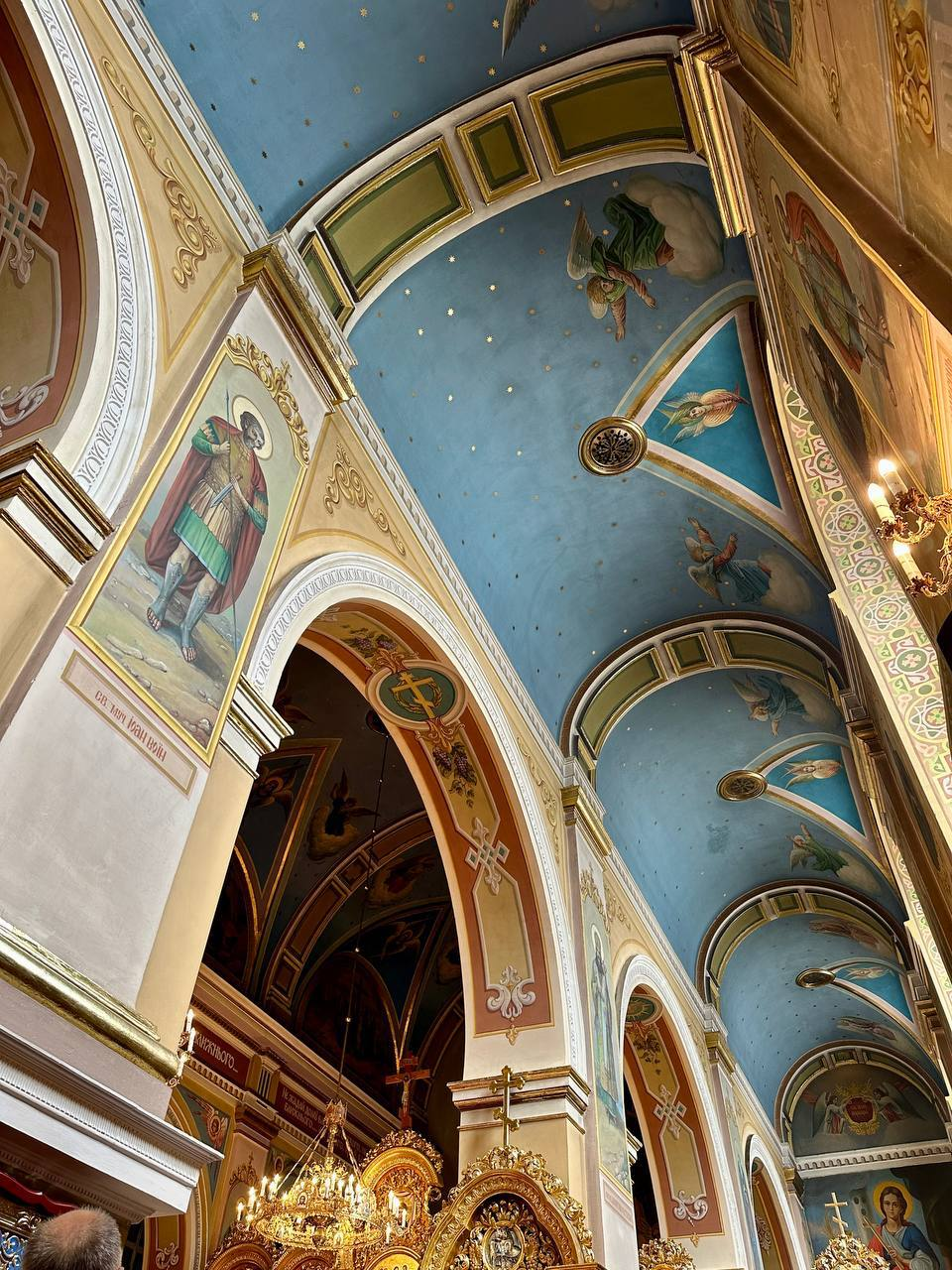
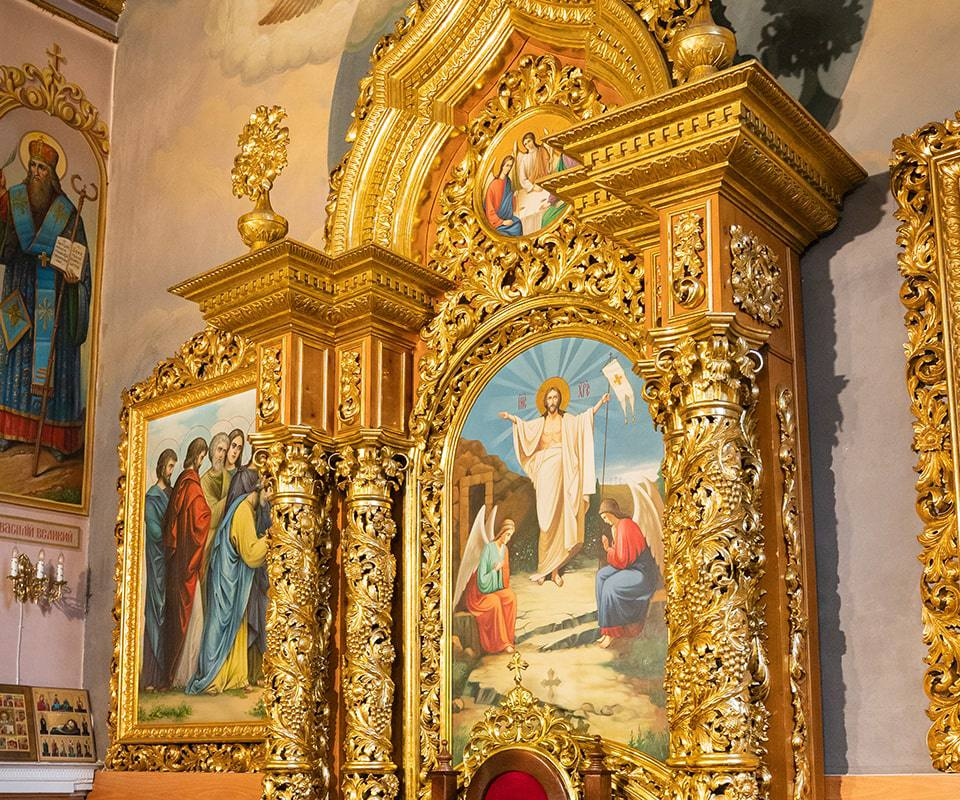

1. ↑  Свято-Троїцький кафедральний собор ПЦУ – Офіційний сайт (укр.). Процитовано 7 липня 2025.